# Карпово (Судогодский район)
Карпово — деревня в Судогодском районе Владимирской области России, входит в состав Лавровского сельского поселения.

## География
Деревня расположена на берегу реки Войнинга в 13 километрах на север от центра поселения деревни Лаврово и в 17 километрах на север от райцентра города Судогда.

## История
В XIX — первой четверти XX века деревня входила в состав Даниловской волости Судогодского уезда, с 1926 года — в составе Судогодской волости Владимирского уезда. В 1859 году в деревне числилось 7 дворов, в 1905 году — 13 дворов, в 1926 году — 9 хозяйств.
С 1929 года деревня входила в состав Аксеновского сельсовета Судогодского района, с 1940 года — в составе Торжковского сельсовета, с 1954 года — в составе Чамеревского сельсовета, с 2005 года — в составе Лавровского сельского поселения.

## Население
| 1859 | 1905 | 1926 |
| ---- | ---- | ---- |
| 48   | 69   | 39   |

| 1859 | 1905 | 1926 | 2002 | 2010 | 2021 |
| ---- | ---- | ---- | ---- | ---- | ---- |
| 48   | ↗69  | ↘39  | ↘5   | ↘1   | ↗8   |